# Sörträsket (Byske socken, Västerbotten, 722235-173247)
Sörträsket är en sjö i Skellefteå kommun i Västerbotten och ingår i Byskeälvens huvudavrinningsområde. Sjön har en area på 0,215 kvadratkilometer och ligger 168 meter över havet. Sörträsket ligger i Byskeälven Natura 2000-område. Sjön avvattnas av vattendraget Tvärån.

## Delavrinningsområde
Sörträsket ingår i det delavrinningsområde (722220-173089) som SMHI kallar för Utloppet av Sörträsket. Medelhöjden är 218 meter över havet och ytan är 14,74 kvadratkilometer. Räknas de 4 avrinningsområdena uppströms in blir den ackumulerade arean 28,65 kvadratkilometer. Tvärån som avvattnar avrinningsområdet har biflödesordning 3, vilket innebär att vattnet flödar genom totalt 3 vattendrag innan det når havet efter 34 kilometer. Avrinningsområdet består mestadels av skog (80 procent). Avrinningsområdet har 0,32 kvadratkilometer vattenytor vilket ger det en sjöprocent på 2,2 procent.